# Armando Diaz
Armando Diaz (n. 5 decembrie 1861, Napoli, Italia – d. 29 februarie 1928, Roma, Regatul Italiei) a fost un general italian activ în Primul Război Mondial. După înfrângerea în bătălia de la Caporetto și demiterea lui Luigi Cadorna, la sfârșitul lui 1917, Diaz a fost numit șef al statului major al Armatei Regale italiene. Din acest post, a coordonat apărarea pe linia râului Piave împotriva ultimelor atacuri austro-ungare din 1918 și, în luna octombrie a acelui an, a coordonat bătălia de la Vittorio Veneto, care a accelerat ieșirea din război a Austro-Ungariei și a precipitat dezintegrarea acestui stat.
După război, supranumit Ducele Victoriei și numit mareșal al Italiei, Diaz a intrat în politică. A fost ales senator în 1921 și ministru de război în primul guvern al lui Mussolini (regele considera că eroul Marelui Război ar fi putut contrabalansa personalitatea viitorului dictator fascist) în 1922. El s-a retras însă în 1922. A mai trăit până în 1928.
A fost decorat la data de 26 februarie 1919 cu Ordinul militar de război „Mihai Viteazul”, clasa I, fără a se menționa o motivație specială, prin Înalt Decret no. 671 din 26 februarie 1919.:p. 27